# Damarchus workmani
Damarchus workmani är en spindelart som beskrevs av Tord Tamerlan Teodor Thorell 1891. Damarchus workmani ingår i släktet Damarchus och familjen Nemesiidae.
Artens utbredningsområde är Singapore. Inga underarter finns listade i Catalogue of Life.